# Аврами једначина
Аврами једначина (енгл. Avrami equation) описује трансформацију једне чврсте фазе у другу. Помоћу ње се може описивати и кинетика (ре)кристализације. У свом изворном облику једначина гласи:
{\displaystyle f(t)=a*(1-\exp \,{[-kt^{n}]})},
и даје зависност фракционог односа фаза од времена. 
Одговарајућа диференцијална једначина гласи:
{\displaystyle df/dt=n*k*t^{(n-1)}*(a-f)}.
У литератури се често налази под именом Колмогоров-Џонсон-Мел-Аврами једначина. Популарност имена Аврами једначина дугује научнику Мелвину Аврамију који је низом радова у периоду 1939—1941. у часопису „Журнал хемијске физике“ (енгл. Journal of Chemical Physics) истакао њену употребу.  